# アンフェケプビス
アンフェケプビス（学名: Amphekepubis）は、メキシコの上部白亜系から産出したモササウルス科の属。
化石はミズーリ大学の所蔵する UM VP 509 がホロタイプ標本に指定されており、これは立体を保った部分的な骨格からなる。ヌエボ・レオン州のモンテレイ東部の粘土岩性の海洋堆積岩から産出した骨盤領域・後肢の骨・9本の尾椎が UM VP 509 に指定されており、これらは後期白亜紀前期のコニアシアンとサントニアンの間にあたるサン・フェリペ累層に由来する。しかしながら、本属が生息した時代はもっと後の時代であることが示唆され、モササウルス属に分類される可能性まで指摘されている。